# Niederburg
Niederburg är en Ortsgemeinde i Rhein-Hunsrück-Kreis i det tyska förbundslandet Rheinland-Pfalz. Niederburg, som för första gången nämns i ett dokument från år 1256, har cirka 700 invånare.
Kommunen ingår i kommunalförbundet Verbandsgemeinde Hunsrück-Mittelrhein tillsammans med ytterligare 32 kommuner.